# Юговской район
Юговской район — бывшая административно-территориальная единица в составе Уральской области РСФСР в СССР. 
Существовал с 1923 до 1931 гг. Административный центр — фабрично-заводской посёлок Юговской.

## Население
Численность населения района по данным переписи населения 1926 года составляла 26 747 человек, в том числе русские — 90,2 %, татары — 5,4 % . Городское население учтено переписью в фабрично-заводском посёлке Юговской, оно составило 7358 человек или 27,5 %.

## История
Юговской район был образован в 1923 году в составе Пермского округа Уральской области РСФСР.
По состоянию на 1928 год Юговской район имел площадь в 1500 км² и в него входили 180 населённых пунктов, в том числе 1 посёлок городского типа и 179 сельских населённых пунктов, которые объединялись в 10 сельсоветов:
| №         | Наименование            | Административный центр  | Количество населённых пунктов | в т.ч. город- ских нп | Население по переписи 1926 года (чел.) | в т.ч. городское население по переписи 1926 года (чел.) | Городские населённые пункты |
| --------- | ----------------------- | ----------------------- | ----------------------------- | --------------------- | -------------------------------------- | ------------------------------------------------------- | --------------------------- |
| 1         | Бершетский сельсовет    | д. Старая Бершеть       | 19                            | 0                     | 1094                                   | 0                                                       |                             |
| 2         | Бизярский сельсовет     | зав. Бизяр (ский, Бизя) | 20                            | 0                     | 2234                                   | 0                                                       |                             |
| 3         | Кольцовский сельсовет   | с. Кольцово             | 17                            | 0                     | 1025                                   | 0                                                       |                             |
| 4         | Кояновский сельсовет    | с. Кояново              | 3                             | 0                     | 2109                                   | 0                                                       |                             |
| 5         | Курашимский сельсовет   | зав. Курашим            | 32                            | 0                     | 3750                                   | 0                                                       |                             |
| 6         | Лобановский сельсовет   | с. Лобаново             | 42                            | 0                     | 3441                                   | 0                                                       |                             |
| 7         | Пальниковский сельсовет | с. Нижний Пальник       | 12                            | 0                     | 1683                                   | 0                                                       |                             |
| 8         | Платошинский сельсовет  | д. Платошная            | 16                            | 0                     | 2190                                   | 0                                                       |                             |
| 9         | Юговской сельсовет      | ф. з. пос. Юговской     | 11                            | 1                     | 8032                                   | 7358                                                    | ф. з. пос. Юговской         |
| 10        | Язычевский сельсовет    | с. Янычи                | 8                             | 0                     | 1189                                   | 0                                                       |                             |
| 10.000001 | итого                   |                         | 180                           | 1                     | 26747                                  | 7358                                                    |                             |

В 1930 году все округа в области и по стране были упразднены. Юговской район стал входить непосредственно в состав Уральской области РСФСР. 
Постановлением Президиума ВЦИК «Об изменениях в составе городов, рабочих поселков и районов Уральской области» 10 июня 1931 года Юговской район был упразднён, а его территория была подчинена Пермскому горсовету.
В 1934 году территория бывшего района стала частью Свердловской области, а в 1938 году — частью новообразованной Пермской области. В 1939 году эта территория вошла в новообразованный Верхне-Муллинский район, преобразованный в 1964 году в Пермский район.